# Shinnosuke Hatanaka
Shinnosuke Hatanaka (畠中 槙之輔 Hatanaka Shinnosuke?), född 25 augusti 1995 i Yokohama, är en japansk fotbollsspelare.
Shinnosuke Hatanaka spelade 3 landskamper för det japanska landslaget.